# Křehovětvec žlutý

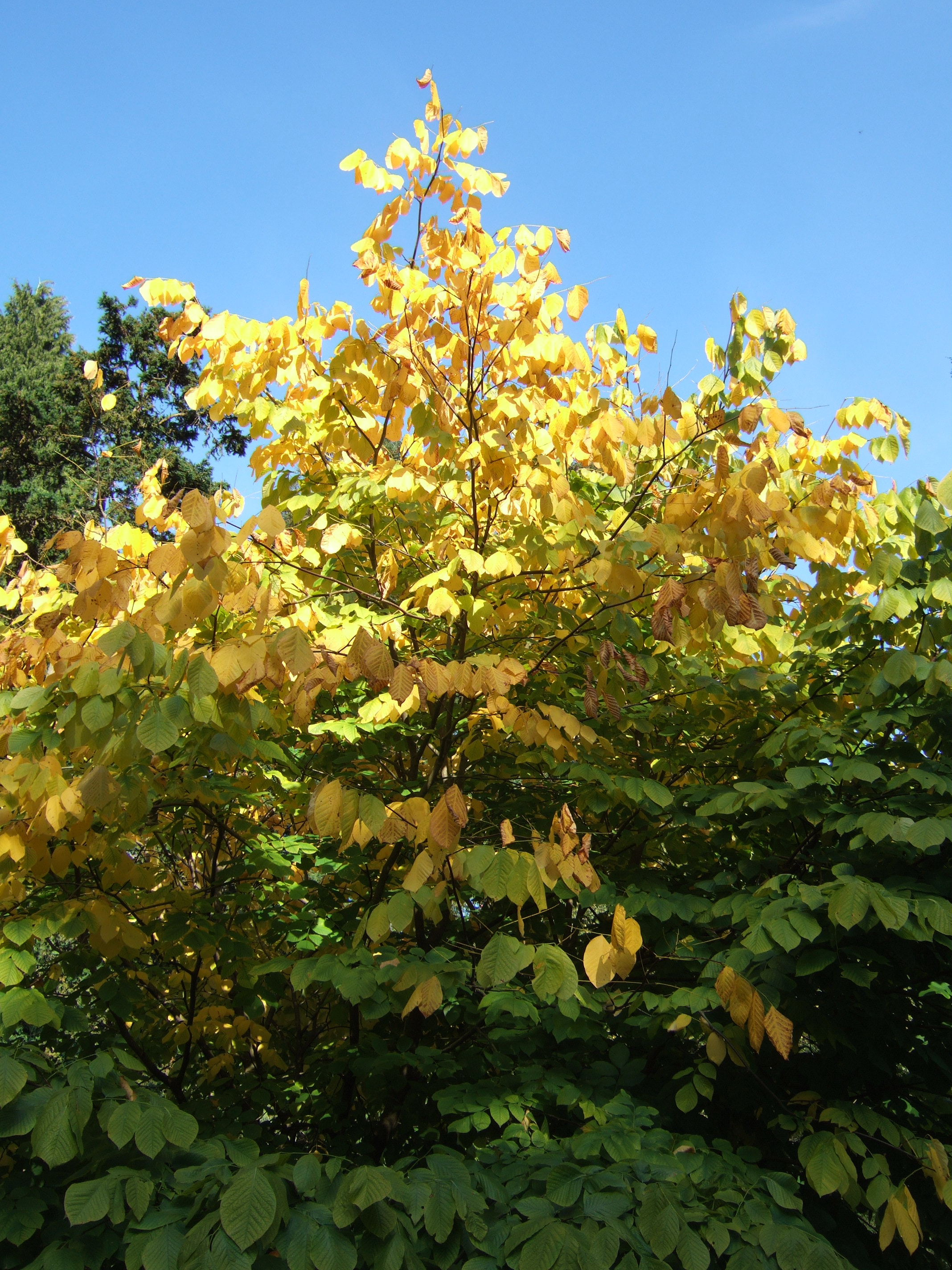
Křehovětvec žlutý v podzimním šatu

Křehovětvec žlutý (Cladrastis kentukea, syn. C. lutea) je opadavý strom mírného podnebného pásma snášející i běžné středoevropské zimy. Je jediným druhem rodu křehovětvec, který pochází ze Severní Ameriky. V Evropě se pěstuje jako okrasná parková dřevina. Mimo tyto dva světadíly roste druhotně i v přírodě Číny a Japonska.

## Popis
Listnatý strom, vysoký 6 až 15 m, se širokou korunou a s tenkou, stříbřitě šedou kůrou, u mladých stromů s hladkou a u starých s vrásčitou. Starší křehké větve jsou stejně šedé a lysé jako mladé větvičky s bílými lenticelami. U starších stromů bývají kmen a větve porostlé mechy a lišejníky. Na větvičkách střídavě vyrůstají lichozpeřené, 20 až 30 cm dlouhé listy složenými ze sedmi až jedenácti, střídavě proti sobě vyrůstajících vejčitých lístků. Lístky s krátkými řapíčky bývají dlouhé do 10 a široké do 5 cm, koncový lístek je kratší a širší. Přes léto jsou lístky zelené a na podzim se před opadem barví žlutě. Listy mají asi 10 cm dlouhé řapíky, které jsou u báze ztlustlé a zakrývají pupeny.
Stromy začínají kvést až v osmi nebo deseti létech a obvykle kvetou jednou za dva až čtyři roky, někdy rozkvete jen část stromu. Tehdy v pozdním jaru vyrostou bílé neb narůžovělé květy ve visících terminálových květenstvích, latovitých hroznech, které bývají dlouhé i 30 cm. Oboupohlavné pětičetné květy, asi 2,5 cm velké, visí na dlouhých stopkách a mají typickou stavbu květů rostlin z čeledi bobovitých. Krátký trubkovitý kalich je nazelenalý. Korunu tvoří vzpřímená okrouhlá pavéza, dvě podlouhlá, dopředu čnící křídla a dvoudílný, lehce zahnutý člunek. V květu je deset volných tyčinek a pestík s jednou čnělkou. Květenství vydrží kvést po dobu asi dvou až tři týdnů, květy jsou opylovány čmeláky a hmyzem s dlouhým sosákem.
Z opylených květu se vyvinou hnědé lusky, dlouhé 5 až 10 cm a široké do 2 cm, obsahující 4 až 6 semen. Lusky, které bývají mezi semeny zúžené, zůstávají přes zimu na větvích a během zimy se otvírají.
Rostliny se snadno rozmnožují vyséváním semen do již teplé půdy, hřížením mladých výhonků vyrůstajících z kořenů nebo přímo kořenovými řízky.

## Ekologie
Stromy snášejí plné slunce i polostín. Na kvalitu půdy nejsou náročné, nevadí jim zamokřená stanoviště a dobře rostou v kyselé zemině obsahující hodně bahna nebo jílu. Škodí jim zhutnění půdy v okolí kmene, způsobené např. provozem vozidel. Potřebují dostatek vláhy, starší jedinci s hluboko sahajícími kořeny však překonají i dlouhé období sucha. Odolávají mrazům až do -30 °C.
Tento druh má tendenci vyrůstat jako strom s více kmeny a proto je nutno věnovat pozornost jeho růstu. Také bývá potřebný pravidelný průklest a zkracování dlouhých větví, které se mohou silným větrem lámat. Není vhodné provádět řez v předjaří a na jaře, tehdy roní bodně mízy.

## Ohrožení
Stromy jsou ohrožovány v Severní Americe žijícími mandelinkovitými brouky druhu Odontota dorsalis, jejíchž larvy minují v listech a brouci listy požírají. Listy a větvičky mladých stromů bývají spásány jelenovitou zvěří.

## Význam
Je výraznou, solitérní okrasnou rostlinou. Upoutává pozornost v době svého kvetení, kdy vystavuje na obdiv dlouhá květenství velkých bílých květů. Na podzim zase do daleka vynikají jeho medově žlutě zbarvené listy i dlouhé hnědé lusky. Protože jeho kořeny jdou velmi hluboko, mohou se pod něj sázet stínomilné rostliny nebo pěstovat ozdobný trávník. Jeho dřevo obsahuje žluté barvivo způsobující jasně žluté zbarvení jádrového dřeva, to je těžké, tvrdé a používá se pro speciální řezbářské práce.
Křehovětvec žlutý je náchylný na odlomení dlouhých křehkých větví silným větrem a nedoporučuje se vysazovat na větrných místech do těsné blízkosti domů neb jiných objektů, které může poškodit. Z těchto dvou vlastností pochází i vědecké pojmenování dřeviny „křehovětvec žlutý“.

## Galerie

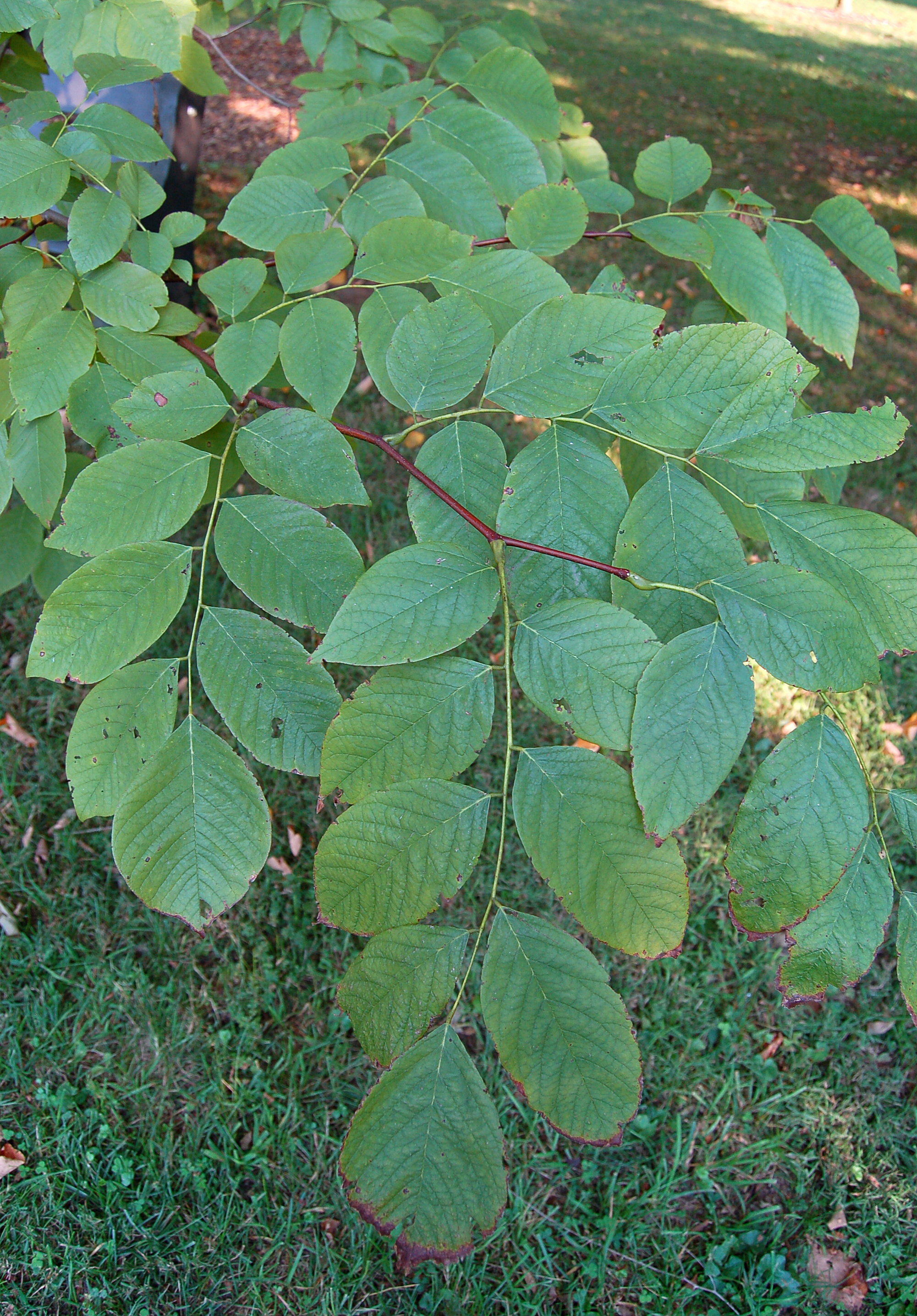
Listy
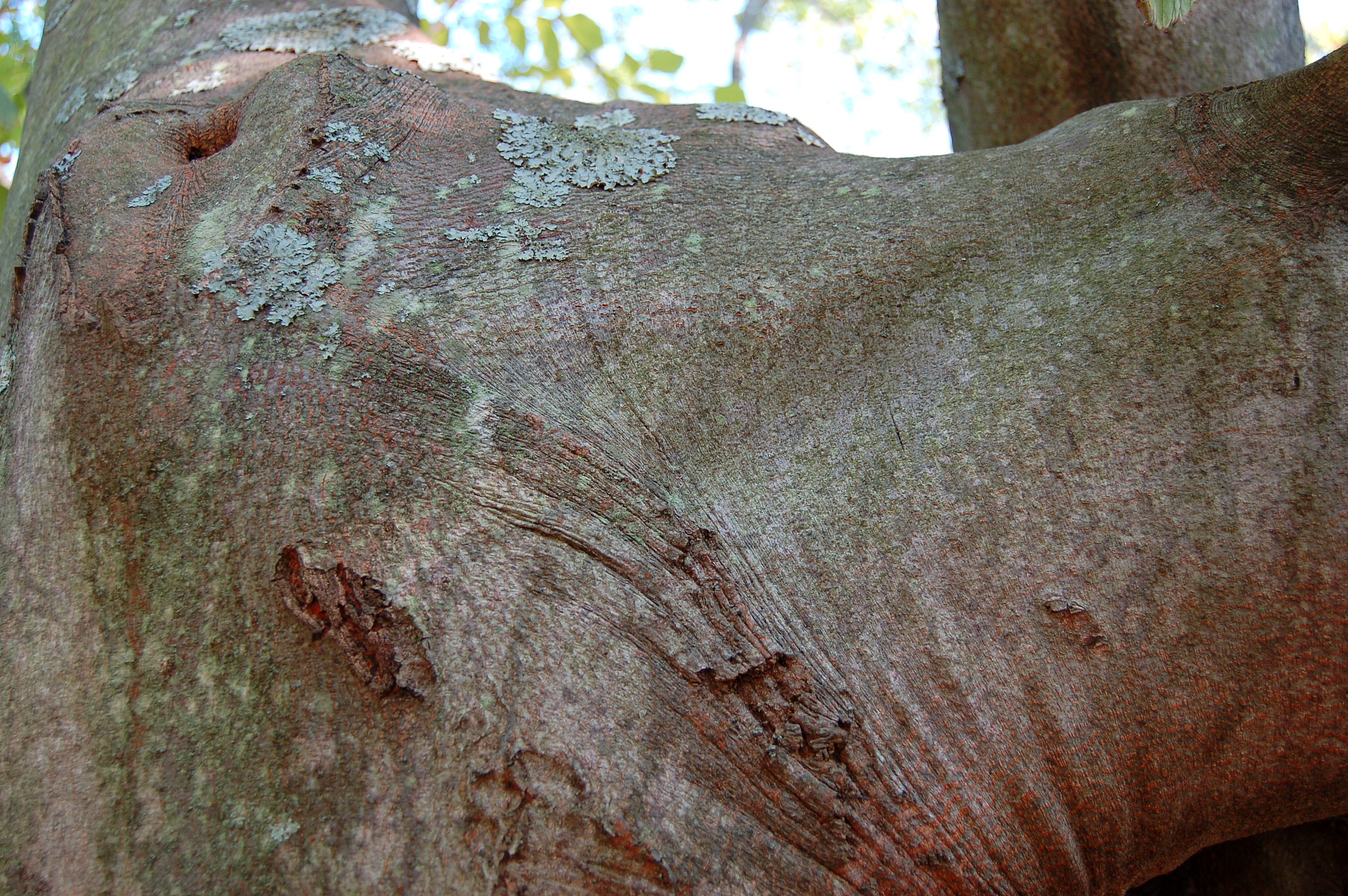
Kůra starého stromu
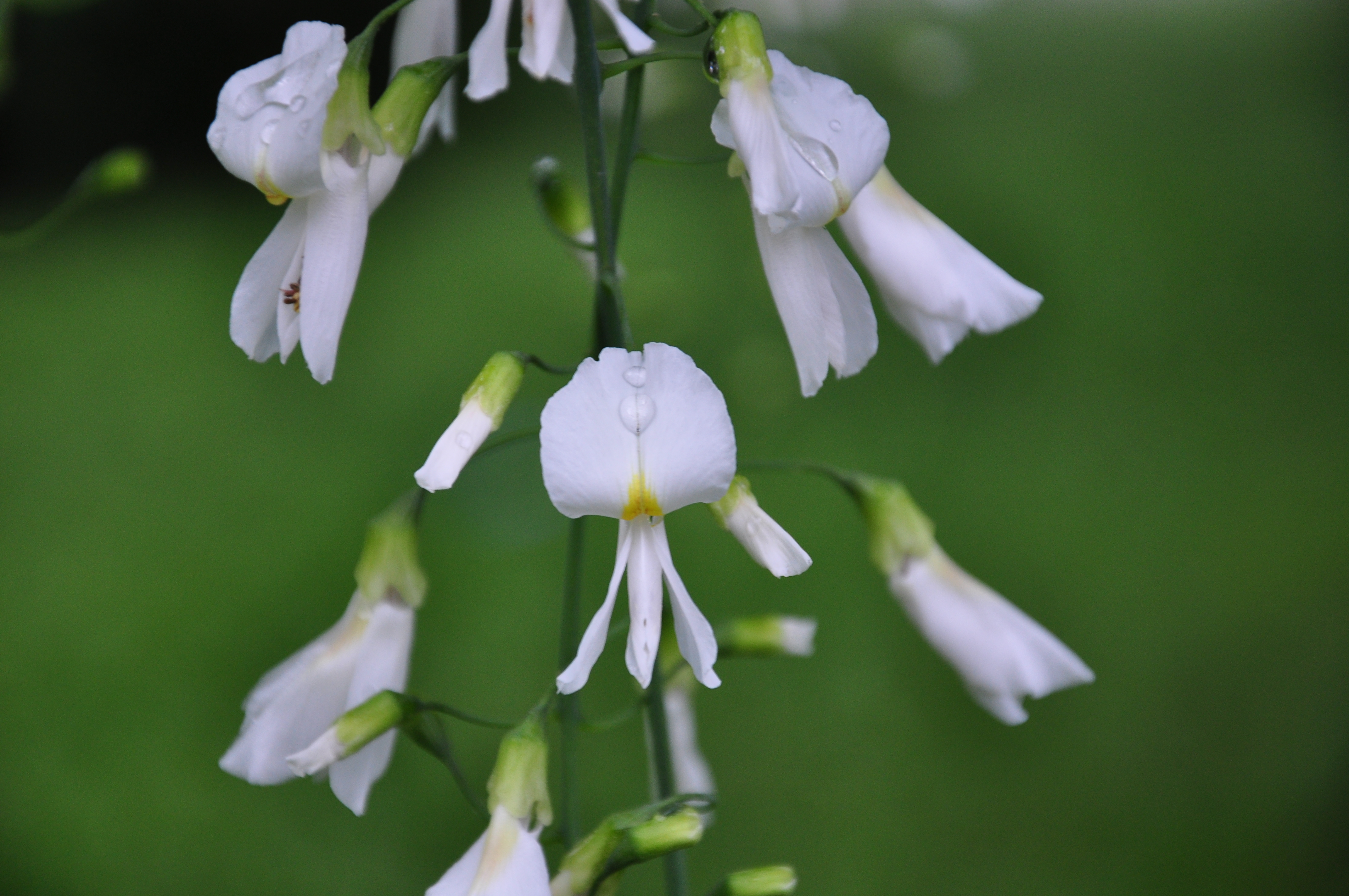
Květy
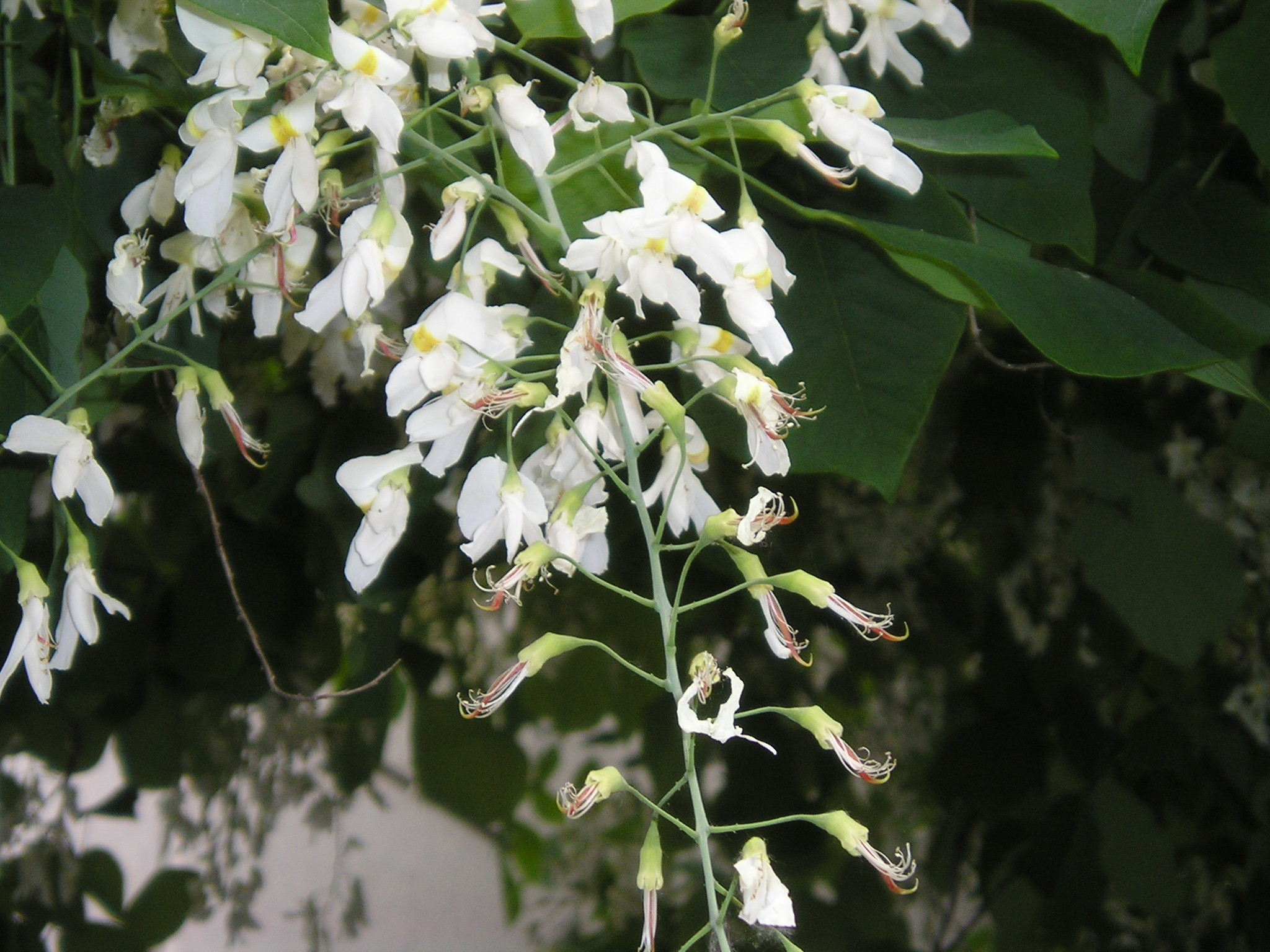
Květenství